# 串間市立串間中学校
串間市立串間中学校（くしましりつ くしまちゅうがっこう）は、宮崎県串間市にある公立中学校。

## 概要
串間市内にあった6つすべての公立中学校を統合し、2017年（平成29年）4月7日に開校。校歌は都井中学校OGのシンガーソングライター、いであやかが手がけた。
市内の全中学校が統合されたことを受けて、2017年度より串間中学校と宮崎県立福島高等学校が県内初の「連携型中高一貫教育校」としてスタートすることになり、開校式と同時にその調印式が行われた。
串間中学校の教諭が福島高校に出向いて高校教諭と合同で一年生の授業を行い、逆に福島高校の教諭が串間中学校へ出向いて中学教諭と合同で三年生の授業を行うなど、学力向上のための取り組みとして定着しつつある。

## 沿革
- 2017年（平成29年）
  - 4月7日 - 串間市内にある公立中学校全6校にあたる、福島中学校、北方中学校、大束中学校、本城中学校、市木中学校、都井中学校を統合し、串間市立串間中学校として開校。宮崎県立福島高等学校との連携型中高一貫教育校設立調印式が行われる。　　
  - 4月11日 - 第1回串間中学校入学式が行われる。新入生131名。

## 部活動・同好会

### 運動系
- 軟式野球部
- サッカー部
- 男女ソフトテニス部
- 男女バレーボール部
- 男女バスケットボール部
- 卓球部
- 陸上部
- 空手部(校外での活動)
- 弓道部
- 柔道部(校外での活動)
- 剣道部
- レスリング同好会(校外での活動)

### 文科系
- 吹奏楽部
- インターアクト部

## 通学区域
串間市内全域（公立小学校10校が対象）

## 交通
- JR日南線 串間駅から徒歩20分。
- 串間市コミュニティバス「よかバス」串間中前停留所より徒歩3分。